# 122ª Squadriglia
La 122ª Squadriglia fu una squadriglia del Servizio Aeronautico del Regio Esercito.

## Storia

### Prima guerra mondiale
Il 20 settembre 1917 la 74ª Squadriglia diventa 122ª Squadriglia con 2 Sezioni SAML all'Aeroporto di Udine-Campoformido con il comandante Capitano Ercole Ercole, che comanda il Gruppo Difesa e 2 Sezioni SAML e Savoia Pomilio al campo volo di Trenno (oggi Parco Aldo Aniasi) dove c'è il Capitano Clemente Giorelli come comandante di Squadriglia inquadrata ne IX Gruppo (poi 9º Gruppo Caccia).
Il 24 settembre il comando passa al Tenente Luigi Bonomi ed il 12 ottobre rientrano le sezioni di Campoformido dotate di 4 SAML S.2.
Dal 20 ottobre passa sotto il Comando Difesa Aerea della Direzione Generale di Aeronautica ed il 26 ottobre manda una sezione SAML a Ponte San Pietro con 3 piloti e 3 mitraglieri.
Nel mese di novembre passa sui Nieuport 11 80 hp ed il comando passa al Ten. Pier Fausto Barelli.
Il reparto ha una Sezione con 2 Caproni Ca.33 con cannoncino e riceve diversi Neuport Bebè.
Il 1º gennaio 1918 dispone di 9 piloti a Trenno e 5 piloti tra cui Arturo Ferrarin e 4 mitraglieri a Ponte San Pietro.
Nel mese di febbraio ci sono 7 piloti per 7 Ni 11 ed il 17 febbraio passa sotto il Comando supremo militare italiano.
Nel mese di giugno arrivano 14 Hanriot HD.1 ed un Nieuport 27 ed in luglio dispone di 8 piloti a Trenno e 5 a Ponte San Pietro.
Il 19 agosto arriva il Ten. Ludovico Censi ed a settembre dispone di 8 piloti tra cui il Sottotenente Alvaro Leonardi a Trenno e 4 piloti a Ponte San Pietro.
Il 30 novembre 1918 viene sciolta.

### Il dopoguerra
Nel luglio 1939 rinasce all'Aeroporto di Jesi sugli IMAM Ro.37bis della Regia Aeronautica nel 21º Stormo ma destinata alla Libia italiana.

### Seconda guerra mondiale
Al 10 gennaio 1940 la 122ª Squadriglia Osservazione Aerea del 64º Gruppo Osservazione Aerea volava con 4 Ro.37bis a Mellaha (oggi Aeroporto militare di Mitiga) per l'Aeronautica della Libia - Ovest ed agiva anche a supporto della 5ª Armata (Regio Esercito) nell'Aviazione Ausiliaria per l'Esercito.
Il 21 maggio 1941 rientra con il 64º Gruppo O.A. all'aeroporto di Milano-Bresso sui Caproni Ca.311 nel 21º Stormo.
L'esordio bellico del Caproni Ca.313 avvenne con il 64º Gruppo Osservazione Aerea  (122ª Squadriglia e 136ª Squadriglia) che ricevette i primi esemplari sull'aeroporto di Milano-Bresso, partendo nel settembre 1942 per il fronte nordafricano. Il rischieramento delle due squadriglie del gruppo sull'aeroporto libico di Castelbenito (Aeroporto di Tripoli) fu completato il 13 novembre, e la settimana successiva il gruppo si trasferì sul campo d'aviazione di Zuara. La situazione per le forze italiane in Africa Settentrionale Italiana era oramai senza speranza, e il gruppo fu fatto rientrare in Italia alla metà del gennaio 1943.
Ai primi di settembre 1943 la Squadriglia è all'Aerodromo di Cuers-Pierrefeu con 5 CA 313 nel 64º Gruppo del 19º Stormo da Osservazione Aerea nell'ambito dell'Occupazione italiana della Francia meridionale.